# Ricardo Sperafico
Ricardo Sperafico (* 23. Juli 1979 in Toledo) ist ein brasilianischer Rennfahrer aus der Familie Sperafico. Er ist der Zwillingsbruder von Rodrigo und der Cousin von Alexandre und dem verstorbenen Rafael Sperafico.

## Karriere
Sperafico begann seine Karriere 1990 im Kartsport, den er bis 1996 ausübte. 1996 machte Sperafico in der britischen Formel-Ford-Wintermeisterschaft erste Erfahrungen im Formelsport und gewann direkt die Meisterschaft. In der darauf folgenden Saison trat er in der britischen Formel Ford an und gewann den Vizemeistertitel. Nach ersten Erfolgen in Europa wechselte Sperafico zurück nach Südamerika und ging für zwei Saisons in der südamerikanischen Formel-3-Meisterschaft an den Start. Nach Platz neun in seiner Debütsaison wurde er 1999 Vierter in der Gesamtwertung. Darauf kehrte Sperafico 2000 nach Europa zurück und gewann den Meistertitel der italienischen Formel 3000.
2001 wechselte Sperafico in die Formel 3000 zum Petrobras Junior Team, das von Super Nova Racing betreut wurde. In seiner Debütsaison gewann er das Rennen in Spa-Francorchamps und wurde dreimal Dritter. In der Gesamtwertung belegte er den fünften Platz. 2002 blieb er beim Petrobras Junior Team und nahm seine zweite Formel-3000-Saison in Angriff. Obwohl er kein Rennen gewinnen konnte, verbesserte er sich in der Gesamtwertung auf den fünften Platz. Sein Teamkollege war in beiden Saisons sein Landsmann Antonio Pizzonia. 2003 blieb Sperafico in der Formel 3000 und bestritt als Teamkollege von Zsolt Baumgartner seine dritte Saison für Coloni Motorsport. Sperafico gewann die Rennen in Zeltweg und Hockenheim und wurde Vizemeister hinter Björn Wirdheim.
Nachdem Sperafico für 2004 kein Cockpit gefunden hatte, trat er 2005 in der Champ Car World Series an. Für Dale Coyne Racing startend konnte der Brasilianer nicht an seine früheren Leistungen anknüpfen und wurde 17ter in der Gesamtwertung. Seit 2007 ist Sperafico in der Stock Car Brasil Copa Nextel aktiv.
Obwohl Ricardo Sperafico in der Formel 3000 erfolgreicher als seine jeweiligen Teamkollegen Pizzonia und Baumgartner war, schaffte er es im Gegensatz zu den beiden anderen nicht in die Formel 1.

## Statistik

### Karrierestationen
- 1990–1996: Kartsport
- 1996: Britische Formel-Ford-Wintermeisterschaft (Meister)
- 1997: Britische Formel Ford (Platz 2)
- 1998: Südamerikanische Formel-3-Meisterschaft (Platz 9)
- 1999: Südamerikanische Formel-3-Meisterschaft (Platz 4)
- 2000: Italienische Formel 3000 (Meister)
- 2001: Formel 3000 (Platz 6)
- 2002: Formel 3000 (Platz 5)
- 2003: Formel 3000 (Platz 2)
- 2003: Formel 1 (Testfahrer)
- 2005: Champ Car World Series (Platz 17)
- 2007: Stock Car Brasil Copa Nextel (Platz 14)
- 2008: Stock Car Brasil Copa Nextel (Platz 18)
- 2009: Stock Car Brasil Copa Nextel